# Федяево (Сокольский район)
Федяево — деревня в Сокольском районе Вологодской области.
Входит в состав Двиницкого сельского поселения, с точки зрения административно-территориального деления — в Двиницкий сельсовет.
Расстояние по автодороге до районного центра Сокола — 48 км, до центра муниципального образования Чекшина — 10 км. Ближайшие населённые пункты — Косиково, Заречье, Казнакурьево.
По переписи 2002 года население — 5 человек.